# Bredia violacea
Bredia violacea är en tvåhjärtbladig växtart som beskrevs av Hui Lin Li. Bredia violacea ingår i släktet Bredia och familjen Melastomataceae. Inga underarter finns listade i Catalogue of Life.